# Inmigración guatemalteca en Belice
La inmigración guatemalteca en Belice se refiere al movimiento migratorio desde Guatemala hacia uno de sus países limítrofes, Belice. Este último país es el tercer destino de la diáspora guatemalteca tras Estados Unidos y México.

## Características
Belice es un importante destino para mujeres guatemaltecas que trabajan en hoteles de lugares turísticos o en servicios domésticos. Los hombres guatemaltecos se emplean en el sector agrícola. Algunos de los guatemaltecos emigran por empleo temporal.
Según el censo de población de 2000, los guatemaltecos constituyen el grupo más numeroso (14 693 habitantes; 42,9 %) de la población inmigrante en Belice, seguido de los nacionales de El Salvador y Honduras. Al mismo tiempo, y debido a la inmigración centroamericana, el 46% de la población beliceña tiene el idioma español como lengua materna.

## Historia
Belice posee presencia guatemalteca desde que dejó de ser parte del Virreinato de Nueva España y luego parte de Guatemala, tras ser colonizado por el Imperio británico con el nombre de Honduras Británica.
Entre 1980 y 1990 emigraron miles de refugiados indocumentados que vivían a lo largo de la frontera con Guatemala, para legalizar su estatus. En esta década, el país recibió aproximadamente 40.000 refugiados salvadoreños, guatemaltecos, hondureños y nicaragüenses. Unos 25.000 eran de El Salvador y Guatemala.